# Mestre de camp

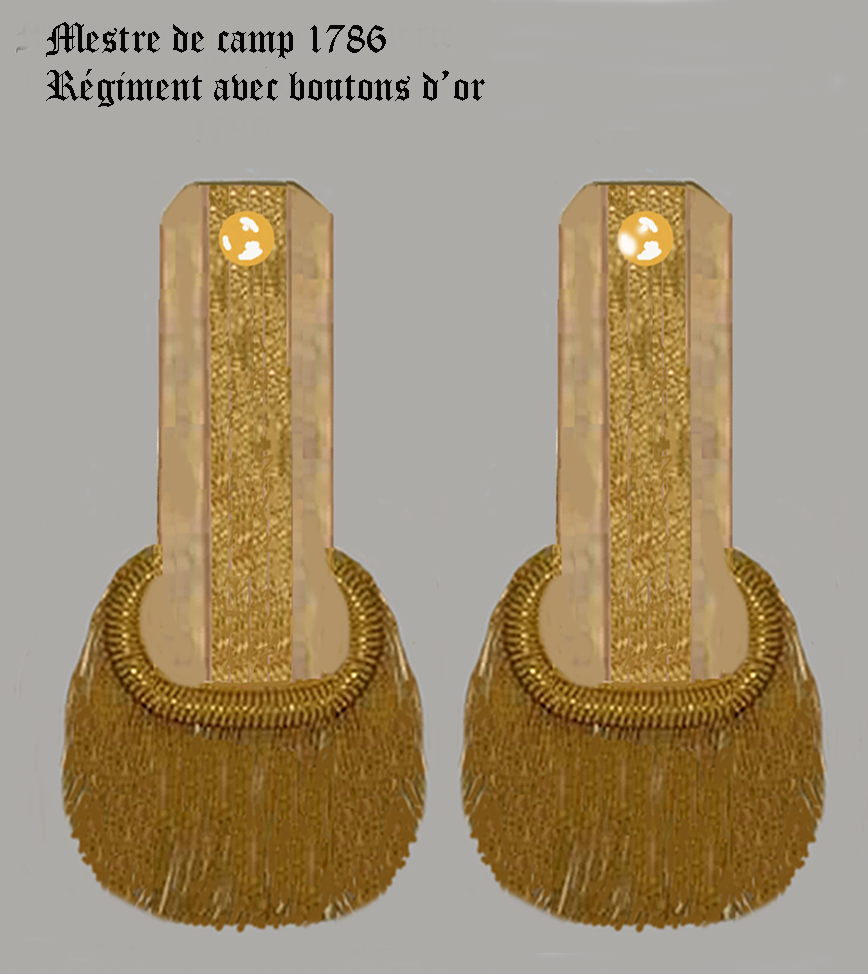
Épaulettes d'un mestre de camp (régiment avec boutons d'or).

Le grade militaire de mestre de camp, durant l'Ancien Régime, est porté par le chef d'un régiment de l'armée française.

## Historique
Mestre de camp signifiant littéralement « Maître de champ », et emprunté à l'italien maestro di campo via l'occitan mestre de camp,, est un grade militaire de l'Ancien Régime. 
Lorsque la charge de colonel général est supprimée — en 1661 pour l'infanterie — le mestre de camp prend le titre de colonel. Les régiments de cavalerie, qui par contre restent sous l'autorité d'un colonel général, sont commandés individuellement par des mestres de camp-lieutenant jusqu'à la Révolution.
Comme celle de capitaine, la charge de mestre de camp est vénale, c'est-à-dire achetable et transmissible librement. En effet des riches familles étaient propriétaires de leur régiment et contribuaient à le financer. Cela était fort onéreux mais très prestigieux. Par conséquent, les enfants de la haute noblesse pouvaient accéder au grade à un âge très précoce et ainsi être en bonne position pour obtenir des promotions à l'ancienneté au grade de brigadier.
Le grade de mestre de camp se manifestait par le port d'une paire d'épaulettes à franges dorées ou argentées. 
Il existait également un grade de mestre de camp général de la Cavalerie et des Dragons. 
Le grade fut supprimé à la Révolution et remplacé par celui de colonel (de 1791 à 1793 et après 1803) et de chef de brigade (de 1793 à 1803).

## Compagnie de mestre de camp
La « compagnie de mestre de camp » ou plus simplement appelée « la mestre de camp » est la première compagnie d'un régiment d'infanterie ou de cavalerie.
Durant l'Ancien Régime, il était courant qu'après un conflit, les régiments soient licenciés à l'exception de la première compagnie. On disait alors que le régiment était réduit à la compagnie de mestre de camp.

## Dans l'armée espagnole
Le maestre de campo est un grade militaire espagnol créé en 1534 par le monarque Charles Ier d'Espagne. Dans l'échelle des grades, il est inférieur au capitaine général. Le maestre de campo a le commandement d'un tercio, soit environ 3 000 hommes, et le pouvoir d'administrer la justice et de réglementer l'approvisionnement. Il a une garde personnelle composée de huit hallebardiers allemands, payés par le roi, qui l'accompagnent partout.